# 1943 au théâtre
| Années du théâtre : 1940 - 1941 - 1942 - 1943 - 1944 - 1945 - 1946    |
| Décennies du théâtre : 1910 - 1920 - 1930 - 1940 - 1950 - 1960 - 1970 |

Cet article présente les faits marquants de l'année 1943 au théâtre.

## Pièces de théâtre représentées
- 13 avril : Renaud et Armide de Jean Cocteau, mise en scène de l'auteur, Comédie-Française
- 3 juin : Les Mouches de Jean-Paul Sartre, mise en scène Charles Dullin, Théâtre Sarah Bernhardt
- 27 novembre : Le Soulier de satin de Paul Claudel, réduite à 5 heures, Comédie-Française
- Pour le centenaire de La Comédie humaine d'Honoré de Balzac, Émile Fabre met en scène Vidocq chez Balzac, avec André Brunot dans le rôle du romancier.

## Décès
- 19 octobre : André Antoine (°1858)